# Neohebestola concolor
Neohebestola concolor är en skalbaggsart som först beskrevs av Fabricius 1798.  Neohebestola concolor ingår i släktet Neohebestola och familjen långhorningar. Inga underarter finns listade i Catalogue of Life.